# 西凤头黄眉企鹅
，是企鹅目企鹅科的一种鸟类。
西凤头黄眉企鹅体重约2327.85克，翼长约102.2毫米，嘴峰长约53.4毫米，喙宽度约14毫米，喙厚度约20.4毫米，跗蹠长约34.8毫米，尾长约62.4毫米。西凤头黄眉企鹅是部分迁徙的鸟类，其栖息在开放的海洋及海岛环境中，食性为肉食性，主要食物来源是水生动物。
西凤头黄眉企鹅分布于特里斯坦-达库尼亚、戈夫岛、圣保罗和阿姆斯特丹岛。该物种是单型物种，没有亚种分化。